# Mulheres de conforto

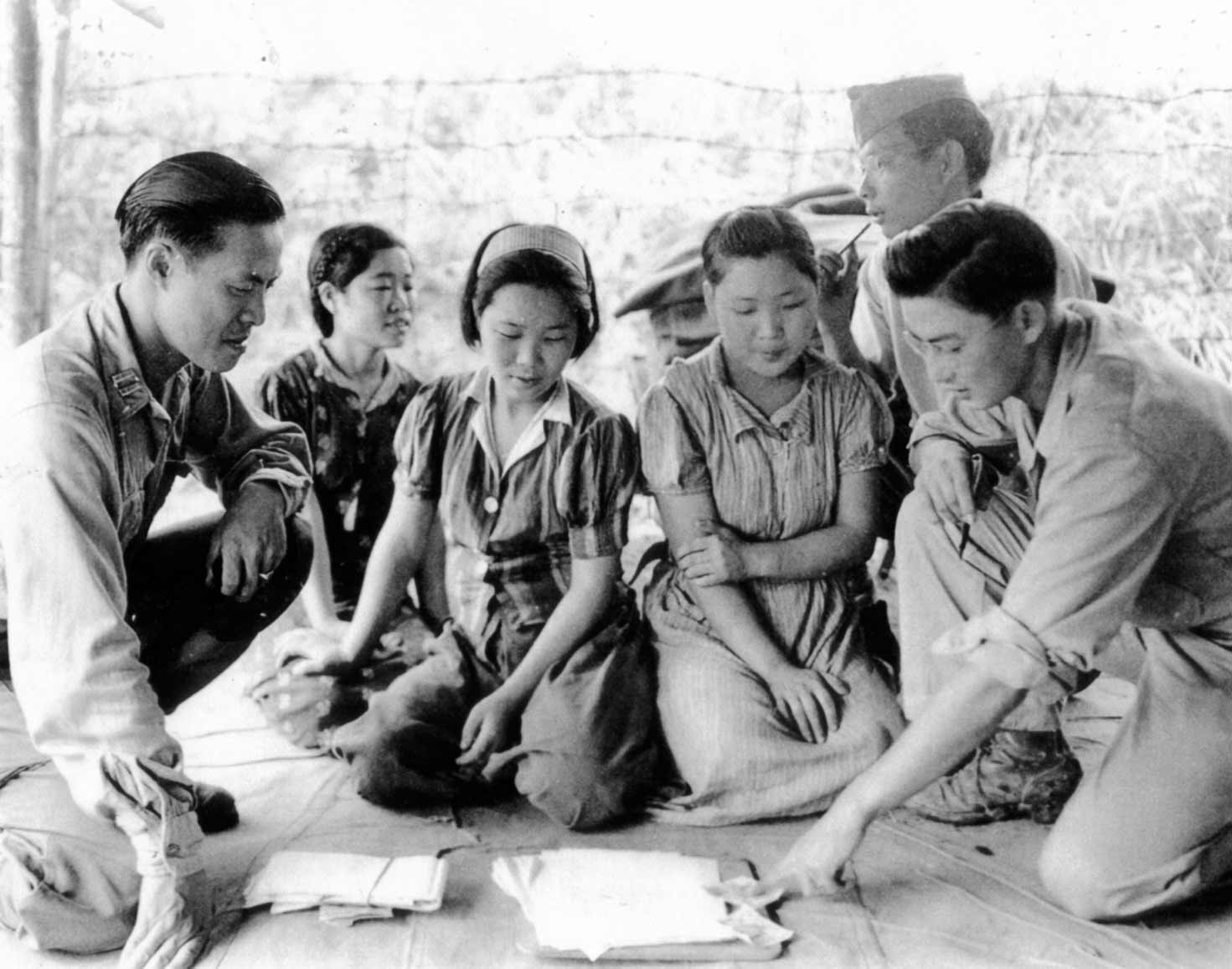
Mulheres de conforto coreanas sendo interrogadas pelo Exército dos Estados Unidos após o cerco de Myitkyina, 14 de agosto de 1944.

Mulheres de conforto ou mulheres de alívio é um eufemismo utilizado para designar mulheres forçadas à prostituição e escravidão sexual em bordéis militares japoneses durante a II Guerra Mundial.

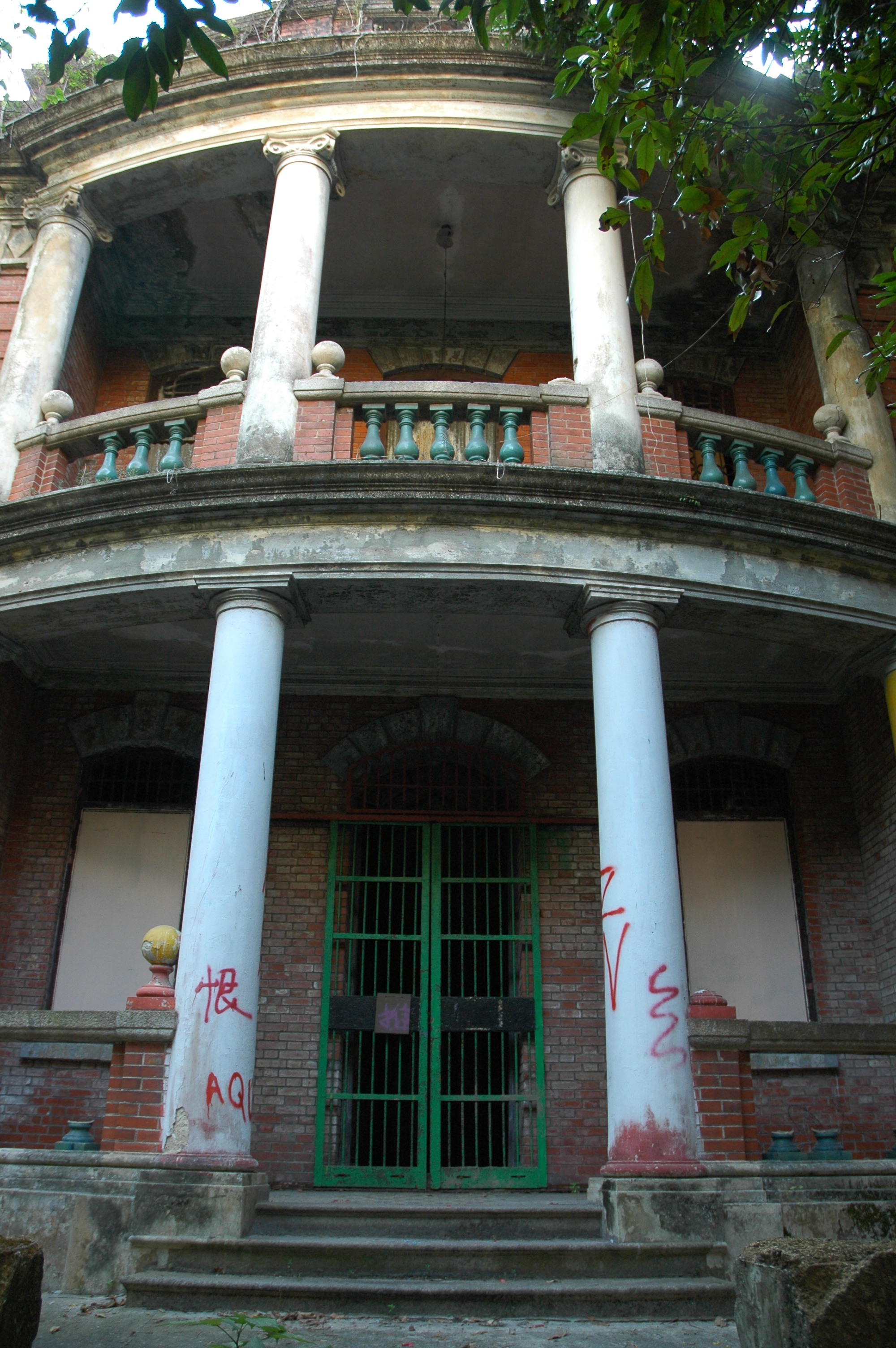
Fantasmas da guerra: Nam Koo Terrace, um palacete em Hong Kong construído em 1918 e abandonado há décadas, do qual diz-se ser frequentado por fantasmas de "mulheres de conforto", mortas ali pelos japoneses.

Calcula-se que entre 50 000 e 200 000 mulheres tenham sido conscritas, mas ainda existem discordâncias sobre os números exatos. Historiadores e pesquisadores têm declarado que a maioria delas provinham da Coreia e China, mas mulheres das Filipinas, Tailândia, Vietnã, Malásia, Taiwan, Índias Orientais Neerlandesas, Indonésia (incluindo Timor-Leste) e outros territórios ocupados pelo Império do Japão também foram usadas nos "postos de conforto". Tais postos ficavam localizados no Japão, China, Filipinas, Indonésia, Malásia Britânica, Tailândia, Birmânia, Nova Guiné, Hong Kong, Macau, e no que então era a Indochina Francesa.

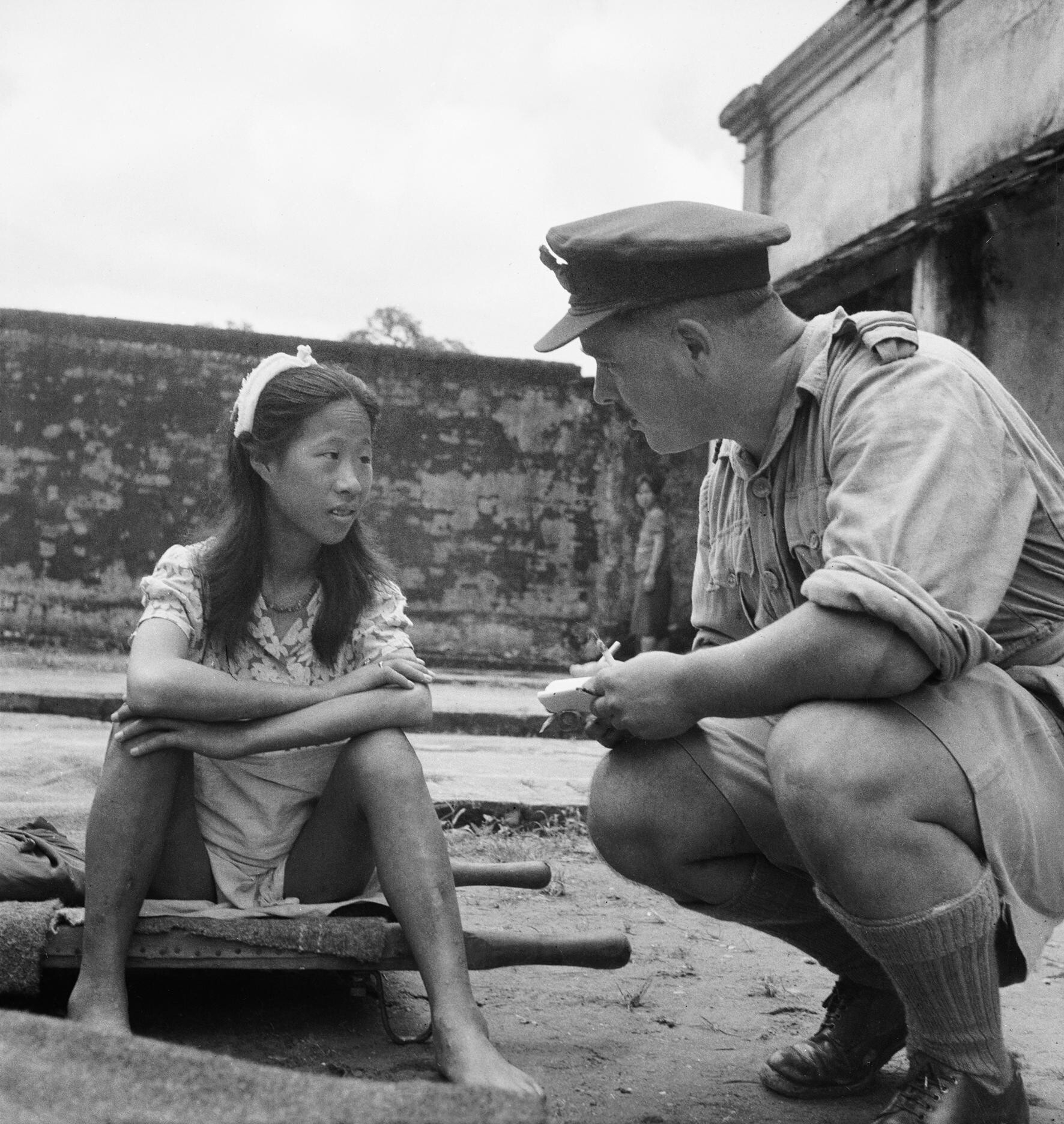
Yangon, Birmânia. 8 de agosto de 1945. Uma jovem chinesa étnica, encontrada em um dos "batalhões de conforto" do Exército Imperial Japonês é entrevistada por um oficial Aliado.

Mulheres jovens de países sob domínio imperial japonês foram levadas de seus lares contra sua vontade e também recrutadas pelos militares com ofertas de trabalho (não sexual). Foi documentado também que os militares japoneses recrutavam mulheres pelo uso da força.

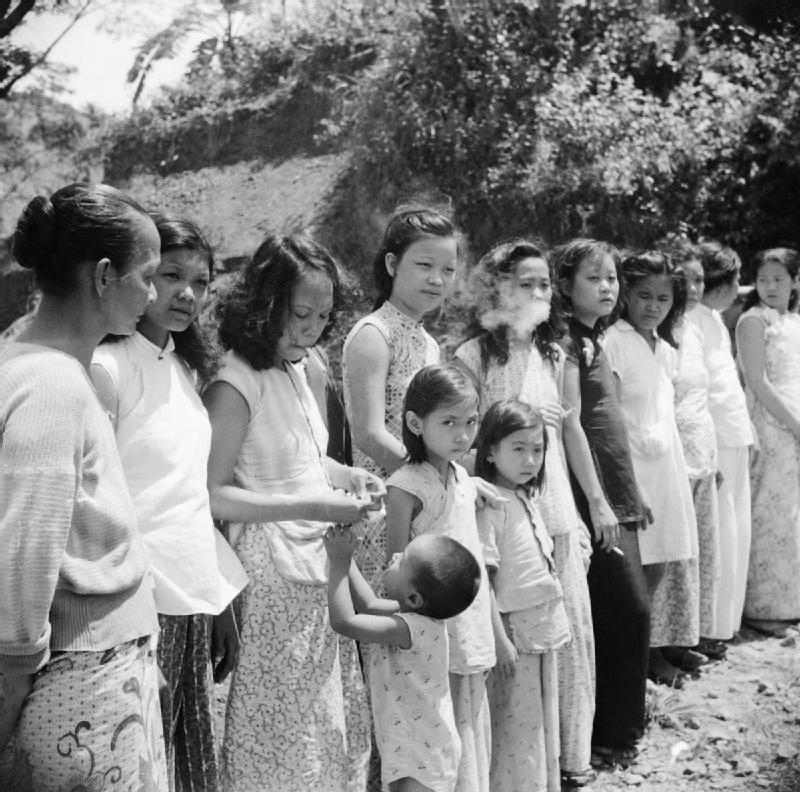
Meninas chinesas e malaias levadas à força de Penang pelos japoneses para trabalhar como "garotas de conforto" para as tropas.

Muitos bordéis militares japoneses eram administrados por particulares e supervisionados pelo Exército Imperial Japonês. Historiadores japoneses, usando o testemunho de ex-mulheres de conforto, têm argumentado que o Exército e a Marinha Imperial Japonesa estavam direta ou indiretamente envolvidos na coerção, engodo, sedução e, em certos casos, rapto de mulheres jovens nas colônias asiáticas e territórios sob domínio do Império do Japão.

## Criação do Sistema de Mulheres de Conforto

### Prostituição militar japonesa
A correspondência do Exército Imperial Japonês mostra que o objetivo da implantação dos "postos de conforto" era evitar que crimes de estupro fossem cometidos por pessoal militar japonês e assim evitar o surgimento de hostilidades entre a população das áreas ocupadas.
Tendo em vista a natureza bem-organizada e aberta da prostituição no Japão, foi vista como lógica a necessidade de haver uma prostituição organizada que servisse às Forças Armadas Japonesas. Além de supostamente servir para evitar estupros e transmissão de doenças venéreas, os "postos de conforto" militares japoneses serviriam para o lazer dos soldados e para minimizar o risco de espionagem. Os "postos de conforto", todavia, não conseguiram resolver os dois primeiros problemas. De acordo com o historiador japonês Yoshiaki Yoshimi, eles contribuíram para agravá-los. Yoshimi declarou que, "o Exército Imperial Japonês temia que o descontentamento latente dos soldados pudesse explodir em motim e revolta. Era por isso que forneciam mulheres".

### Pesquisas acadêmicas
- «The Comfort Women project» (em inglês)
- «Hayashi Hirofumi's papers on comfort women» (em inglês)
- «Responsibility Toward Comfort Women Survivors: Japan Policy Research Institute Working Paper 77.» (em inglês)
- «Japan's Comfort Women, Theirs and Ours: Book review, Japan Policy Research Institute Critique 9:2.» (em inglês)
- «Journal of Asian American Studies 6:1, Fevereiro de 2003, edição de estudos estadunidenses sobre "mulheres de conforto", Kandice Chuh, ed.» (em inglês)
- «No Organized or Forced Recruitment: Misconceptions about Comfort Women and the Japanese Military: estudo crítico sobre o problema das mulheres de conforto» (PDF) (em inglês)

### Declarações oficiais do governo japonês
- «Declaração do primeiro-ministro Tomiichi Murayama na ocasião da constituição do "Asian Women's Fund" (1995, Japan Ministry of Foreign Affairs)» (em inglês)
- «Carta do primeiro-ministro Junichiro Koizumi para as ex-mulheres de conforto (2001, Japan Ministry of Foreign Affairs)» (em inglês)

### Documentos históricos estadunidenses
- «Japanese Comfort Women (1944, United States Office of War Information)» (em inglês)